# Alfonso Tosini
Alfonso Tosini – sześciokrotny kapitan regent San Marino.
| # | okres                                 | drugi kapitan regent  |
| - | ------------------------------------- | --------------------- |
| 1 | 1 kwietnia 1673 – 1 października 1673 | Ottavio Giannini      |
| 2 | 1 października 1678 – 1 kwietnia 1679 | Ottavio Giannini      |
| 3 | 1 kwietnia 1683 – 1 października 1683 | Francesco Maccioni    |
| 4 | 1 października 1686 – 1 kwietnia 1687 | Gio. Antonio Belluzzi |
| 5 | 1 kwietnia 1691 – 1 października 1691 | Baldassarre Tini      |
| 6 | 1 kwietnia 1701 – 1 października 1701 | Francesco Moracci     |